# Esteve Padullés i Roca
Esteve Padullés Roca (Riner, Solsonès, desembre de 1875 - Sallent, 5 de novembre de 1939) va ser un poeta i teixidor català.

## Biografia
El seu pare Joan era un picapedrer i se'n va anar a treballar al poble de Sallent per construir l'església del poble. Joan era molt creient i quan els seus companys maleïen per la calor o el cansament, ell els sermonejava. Per això, la casa de la seva família és anomenada "Cal Joan de Déu".
Esteve es va fer teixidor i va muntar una empresa tèxtil que fabricava un tipus de tela anomenat "blau mecànic", que l'utilitzaven els obrers per treballar, ja que és molt resistent.
A més de teixidor, era poeta. Va escriure 42 poemes, la majoria en català, encara que va escriure alguns en castellà. Va dedicar poemes a la seva esposa, al seu poble Sallent, i molts els va dedicar a Jesús i la Verge.
Es va casar amb Pilar, i van tenir quatre fills, Joan, Valentí, Josep i Antonio.